# William Brock
William S. "Billy" Brock, född 1895 i West Liberty i Ohio, död 13 november 1932, var en amerikansk flygare.
Brock och William F. Schlee genomförde den första transatlantiska flygningen utan mellanlandning från Harbour Grace New Foundland Kanada till Croydon England 27-28 augusti 1927. Flygningen tog 23 timmar och 9 minuter med ett Stinson SM-1-flygplan.
Flygplanet som var döpt till Detroiter Pride skulle användas till en flygning jorden runt, och New Foundland-England var den första etappen. Resan fortsatte österut och man nådde Tokyo, Japan efter 18 dagars flygning från England med en flygtid på 145 timmar och 30 minuter. På grund av dåligt väder över Stilla havet och utebliven hjälp från United States Navy tvingades man bryta flygförsöket. Piloternas önskemål var att US Navy skulle svara för ett bränsleförråd på Midway, samt placera ut några fartyg längs deras flygrutt.
Återfärden från Tokyo till USA genomfördes med det japanska fartyget Korea Maru som förde flygplanet och piloterna till San Francisco i Kalifornien. Flygplanet Detroiter Pride finns bevarat och utställt på Edison Institute i Dearborn.